# Rewilding Europe

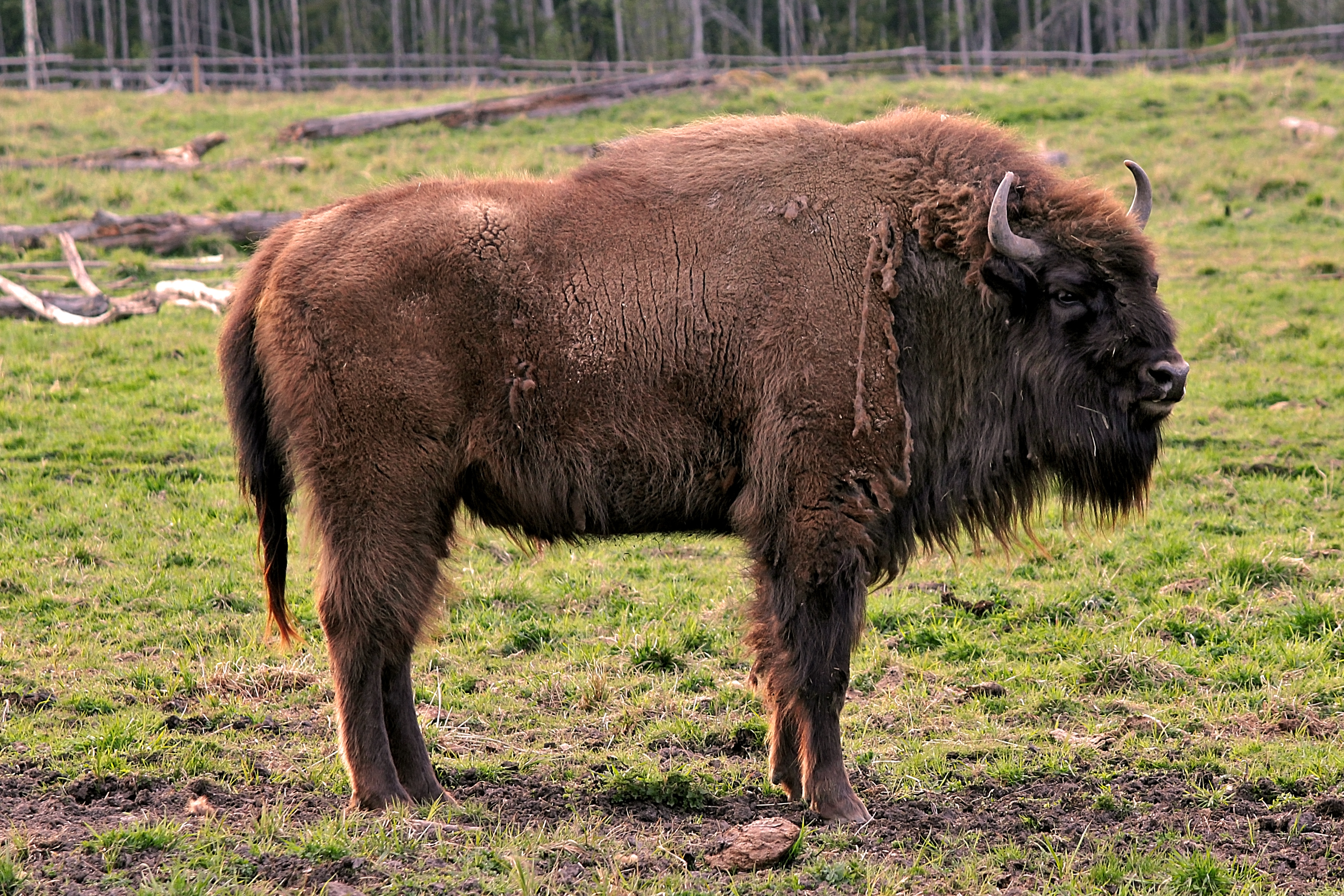
Visent från samarbetspartnern Avesta visentpark.

Stichting Rewilding Europe är en stiftelse med säte i Nijmegen i Nederländerna, som arbetar med åtgärder för att återinföra djurliv av olika arter i utvalda områden runt om i Europa genom återvildning.
Organisationen startades 2011 av fyra andra organisationer: WWF-Netherlands, ARK Nature, Wild Wonders of Europe och Conservation Capital. 
Stiftelsen har ett tioårigt samarbete med Avesta visentpark från 2014 avseende utplacering av visenter från Avesta djurpark i södra Karpaterna i Rumänien. Till 2019 har Rewilding Europe flyttat 70 visenter från nio olika viltparker i Europa, varav dittills omkring 50 släppts fria i två områden i Țarcu- och Poiana Ruscăbergen.

## Projekt i Sverige
Rewilding Europe samarbetar med fiskeföreningar i Råne älv, bland annat Abramsån, och Piteälven för att underlätta fiskars migration genom att bland annat ta bort konstgjorda hinder för att återskapa lekplatser för harr och öring.
Stiftelsen arbetar med den svenska Insamlingsstiftelsen Rewilding Lapland och samebyar för att underlätta renarnas vandringar genom större tillgång till betesmarker.